# ژل بهداشتی بانوان
شوینده‌های بهداشتی بانوان محصولاتی هستند که برای پاک‌سازی ناحیه تناسلی خارجی زنان طراحی شده‌اند. این محصولات معمولاً با هدف حفظ pH طبیعی ناحیه واژینال، جلوگیری از رشد باکتری‌های مضر و کاهش بوی نامطبوع تولید می‌شوند. در بازار، این محصولات گاه به نام ژل بهداشتی بانوان نیز عرضه می‌شوند.

## تفاوت ژل‌های عمومی با شوینده‌های تخصصی
اصطلاح «ژل بهداشتی» اغلب به محصولات شیمیایی عمومی اطلاق می‌شود که فاقد استانداردهای پزشکی مشخص هستند. این ژل‌ها ممکن است حاوی سولفات‌ها، عطرهای مصنوعی، رنگ و حتی مواد نگهدارنده حساسیت‌زا باشند که در استفاده روزانه یا برای پوست‌های حساس، مخصوصاً در زنان باردار و شیرده، مشکلاتی ایجاد می‌کنند.
در مقابل، شوینده‌های واژینال تخصصی محصولاتی هستند که:
- pH تنظیم‌شده بین ۳.۵ تا ۴.۵ دارند
- بدون سولفات، پارابن، نیتروزآمین، دی‌اکسان و فتالات فرموله شده‌اند
- بدون عطر مصنوعی یا با رایحه‌های طبیعی بسیار ملایم هستند
- معمولاً دارای تأییدیه‌های رسمی از سازمان غذا و دارو یا نهادهای بین‌المللی هستند[۱]

## اهمیت انتخاب درست در دوران خاص
در دوران بارداری و شیردهی، تعادل میکروبی ناحیه واژینال بسیار حساس‌تر است. استفاده از محصولات نامناسب ممکن است موجب:
- خشکی و تحریک پوست
- افزایش خطر عفونت قارچی یا باکتریایی
- اختلال در فلور طبیعی واژن

در این شرایط، انتخاب شوینده‌هایی با فرمول بسیار ملایم و فاقد ترکیبات تحریک‌کننده اهمیت بالایی دارد.

## چه کسانی باید از شوینده‌های ملایم استفاده کنند؟
- زنان باردار و شیرده
- افراد با سابقه درماتیت تماسی یا حساسیت پوستی
- کسانی که دچار خشکی یا سوزش مکرر هستند
- بیماران تحت درمان با آنتی‌بیوتیک یا شیمی‌درمانی

## ویژگی‌های یک شوینده بهداشتی ایمن
یک شوینده واژینال استاندارد باید:
- دارای مجوز بهداشتی معتبر باشد
- بدون مواد صابونی، الکل آزاد، سولفات و عطر قوی باشد
- تست حساسیت پوستی (Dermatologically Tested) داشته باشد
- دارای ترکیبات تسکین‌دهنده مانند آلوئه‌ورا یا عصاره بابونه باشد

هرچند عنوان «ژل بهداشتی» در بازار رایج است، اما انتخاب محصولات تخصصی با فرمولاسیون دقیق و کنترل‌شده برای بهداشت ناحیه تناسلی بانوان به‌ویژه در دوران‌های حساس زندگی بسیار مهم است. توجه به ترکیبات تشکیل‌دهنده، مجوزهای رسمی، و اجتناب از عطرها و مواد شیمیایی قوی می‌تواند به سلامت ناحیه واژینال و پیشگیری از مشکلات بلندمدت کمک کند.